# Krauchenwies
Krauchenwies ist eine Gemeinde im baden-württembergischen Landkreis Sigmaringen in Deutschland.

## Geographie

### Geographische Lage

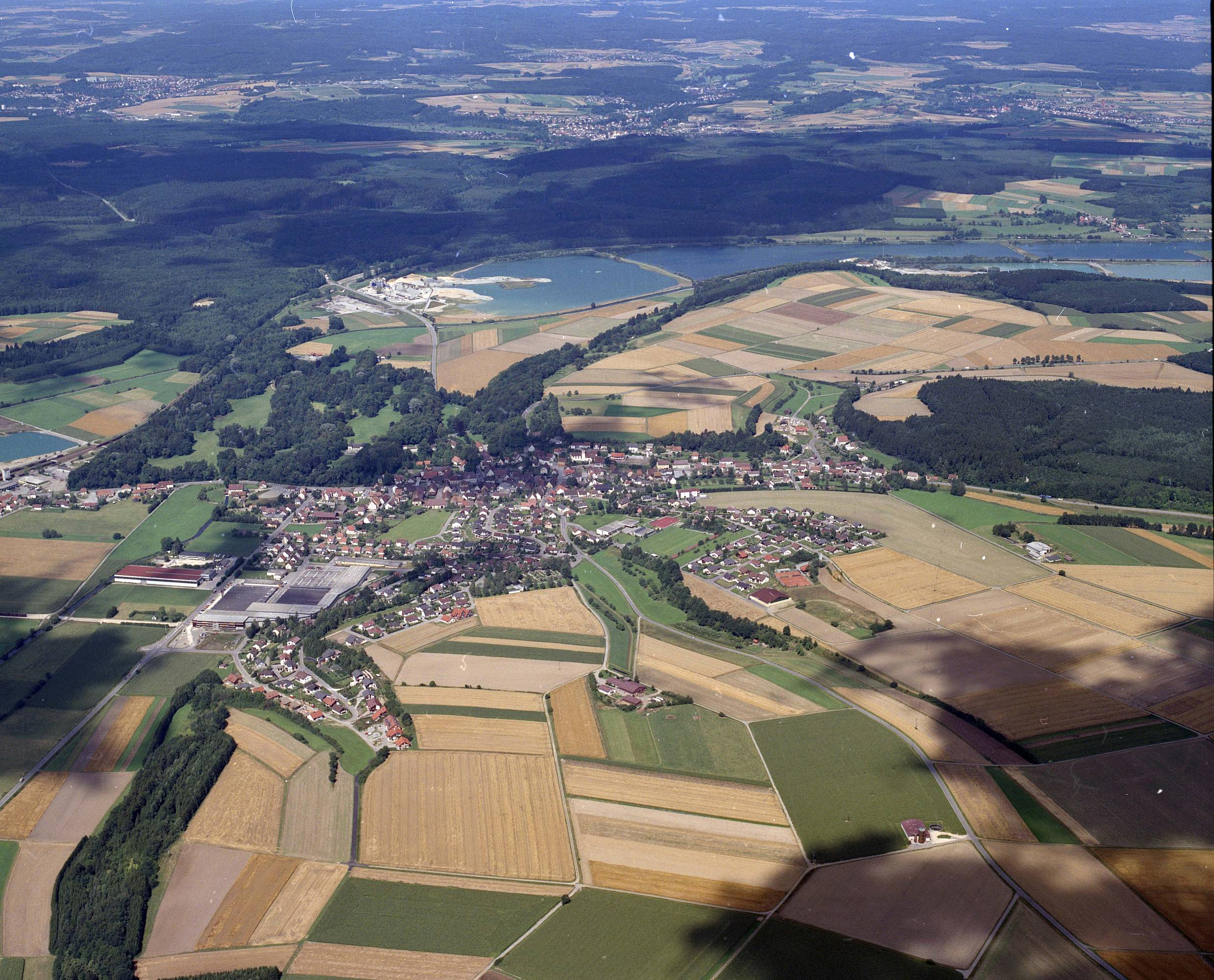
Krauchenwies (1985)

Die Gemeinde Krauchenwies liegt zwischen 568 und 685 m ü. NHN am südlichen Rand des Naturparks Obere Donau. Die Gemarkungsfläche umfasst rund 42,76 Quadratkilometer (Stand: 31. Dezember 2010). Der Ort liegt rund zehn Kilometer südlich von Sigmaringen und etwa 30 Kilometer nördlich des Bodensees. Krauchenwies wird von der Ablach durchflossen, die an der europäischen Wasserscheide entspringt und in die Donau mündet. Das südlich des Donautals verlaufende Ablachtal mit sanften Höhenzügen ist geprägt von teilweise renaturierten Baggerseen, großen zusammenhängenden Waldgebieten und landwirtschaftlich genutzten Wiesenflächen. Zudem durchfließt der Andelsbach Krauchenwies, um im Fürstlichen Park vor Josefslust in die Ablach zu münden.

### Geologie
Seit rund 1,8 Millionen Jahren (Pleistozän) wird das Voralpengebiet regelmäßig während verschiedener Kaltzeiten von Gletschern erreicht. Die Gletscher transportierten große Mengen an Geröll und Schutt aus dem Tal des Alpenrheins ins Alpenvorland. Der Gletscher der Rißeiszeit erreichte die größte Ausdehnung. Er überschritt von Sigmaringen bis Riedlingen das Donautal, kam erst am Anstieg der Albtafel zum Stehen und überfuhr die Ablagerungen der Günz- und Mindeleiszeit und vermengte sich mit deren Material. Der Gletscher der letzten, der Würmeiszeit reichte nur bis südlich von Pfullendorf, das heißt, dass zwei Gebiete in der Region vorkommen: Zum einen ist es die sogenannte Altmoräne mit Ablagerungen der Rißeiszeit und zum anderen südlich davon die sogenannte Jungmoräne mit Ablagerungen der Würmeiszeit. Das abfließende Schmelzwasser schotterte die alten Täler auf, leistete kräftige seitliche Erosion und schuf so die heutige Kastenform. Dieser Schotter der Schmelzwasserzuflüsse wurde beim Vorrücken des Gletschers noch mal überdeckt, und es bildeten sich sogenannte Vorstoßschotter, die früher (Steidlesee) und noch heute in Krauchenwies im Nassabbau abgebaut werden. In Bittelschieß, Ettisweiler und Göggingen werden die Moränen der Rißeiszeit im Trockenabbau abgebaut. Der Kies, der heute in Krauchenwies abgebaut wird, stammt also ursprünglich aus den Alpen.
Das Land Baden-Württemberg unterhält auf Krauchenwieser Gemarkung einen von elf Standorten für landwirtschaftliche Landessortenversuche, drei davon im Regierungsbezirk Tübingen. Das zentrale Versuchsfeld „Oberland“ ist mit zehn Hektar das größte amtliche Versuchsfeld für Nutzpflanzen Baden-Württembergs. Es liegt an der Strecke zwischen Krauchenwies und Mengen, vor der Abzweigung nach Ostrach. Die Fläche befindet sich zur Hälfte im Landeseigentum, die andere Hälfte ist langfristig gepachtet. Aktive Versuchsfläche sind 4,5 Hektar, der Rest ist Ausgleichsfläche. Auf den rund 1300 Parzellen werden 23 amtliche Versuche und neun Industrieversuche durchgeführt. Weitere 500 Parzellen dienen Gemeinschaftsversuchen von Beratungsdienst und Industrie. Das Versuchsfeld wird durch den Fachbereich Landwirtschaft des Landratsamts Sigmaringen betreut und ist unabhängig von Industriebetrieben. Der Fachbereich Landwirtschaft nimmt die Aufgaben der unteren Landwirtschaftsbehörde nach dem Landwirtschafts- und Landeskulturgesetz (LLG) wahr. Der Versuchsstandort Krauchenwies ist seit 2009 dem Tertiärhügelland/Gäu (zuvor Donau Süd) zugeordnet. Der sandige Lehm der pseudovergleyten Parabraunerde einer Altmoräne auf 620 m ü. NN hat einen pH-Wert von 6,4 bis 6,7.

### Klima
Der Ort hat Jahresniederschläge von rund 790 mm, die Jahresmitteltemperatur beträgt 7,6 °C. Die Hauptbaumarten sind Fichte, Buche, Esche und Ahorn.

### Gemeindegliederung
Die Gemeinde besteht aus dem Kernort Krauchenwies und den Ortsteilen Ablach, Bittelschieß, Ettisweiler, Göggingen und Hausen am Andelsbach.
| Wappen | Ortsteil               | Einwohner (Stand: 31. Dez. 2010) | Fläche (Stand: 31. Dez. 2010) | Fläche (Stand: 31. Dez. 2010) |
| ------ | ---------------------- | -------------------------------- | ----------------------------- | ----------------------------- |
| Wappen | Krauchenwies (Kernort) | 2309                             | 1215 ha                       | 12.145.036 m²                 |
| Wappen | Ablach                 | 0682                             | 0614 ha                       | 06.141.837 m²                 |
| Wappen | Bittelschieß           | 0312                             | 0447 ha                       | 04.469.717 m²                 |
| Wappen | Ettisweiler            | 0053                             | 0191 ha                       | 01.909.936 m²                 |
| Wappen | Göggingen              | 0897                             | 1237 ha                       | 12.368.420 m²                 |
| Wappen | Hausen am Andelsbach   | 0794                             | 0763 ha                       | 07.630.088 m²                 |

### Schutzgebiete
Im Norden der Gemeinde liegt das Vogelschutzgebiet Baggerseen Krauchenwies/Zielfingen. Die Flächen nördlich der Bahnlinie und nördlich der Krauchenwieser Ortslage liegen zudem im Naturpark Obere Donau.

## Geschichte

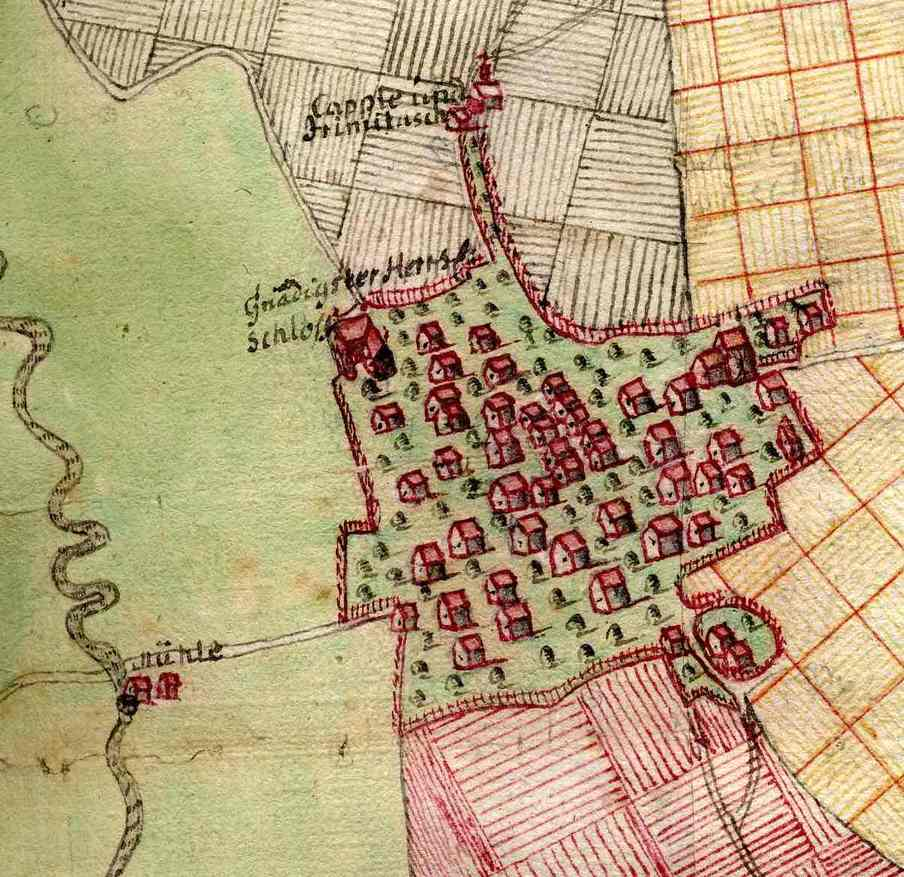
Dorf Krauchenwies mit Schloss (Ansicht von 1733)

### Bis zum 18. Jahrhundert

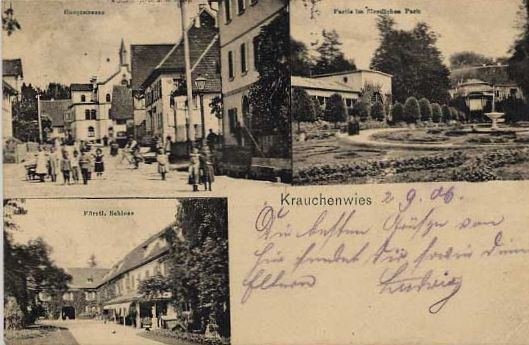
Ortsmitte von Krauchenwies und Partie beim Schloss (1906)

Das Dorf Krauchenwies wird erstmals im Jahre 1202 über den Namen Albertus de Cruchinwis als Zeuge in einer Reichenauer Urkunde erwähnt. Die Herren von Cruchinwis waren Reichenauer Ministerialen. Krauchenwies ist wohl Siedlung der jüngeren Ausbauzeit.  1514 wurde die Markung in der alemannischen Dialektform mit Kruchenwiss bekundet. Die Tatsache, dass Krauchenwies bereits 1216 eine eigene Pfarrkirche und 1306 bereits ungefähr 45 Häuser hatte, lässt auf eine längere Entwicklungszeit schließen.
Später übernahm das Niederadelsgeschlecht der Herren von Leiterberg (auch Laiterberg) das Dorf. Lehnsherr derer von Leiterberg im 13. Jahrhundert war in Krauchenwies die Abtei Reichenau. Das Kloster hatte ihnen in Krauchenwies u. a. die Dorfherrschaft, den Kirchensatz sowie allgemein die Kontrolle der abhängigen Bauern übertragen. Die Leiterberg verkauften ihre Besitzungen und Rechte (Dienstlehen, Eigenbesitz, Dorf- und Kirchherrschaft) um 1290 an die Habsburger. Von 1453 bis 1458 war Werner von Zimmern in Besitz von Schloss und Dorf Krauchenwies, das er von Conrad Gremlich für 2500 Goldgulden erworben hatte. Er musste es aber auf Einspruch der Familie wieder an die Gremlich zurückgeben. Die Zimmern übten über Krauchenwies die Hochgerichtsbarkeit aus.
Mit noch nicht 35 Jahren bekam Ritter Hanns von Sürgenstain, auch Hans Sürg genannt, das Dorf Krauchenwies als zimmerisches Lehen. Die Zimmerische Chronik berichtet, dass der Lehensmann zusammen mit anderen Edlen an der Kaisertafel in Prag beim Essen vergiftet wurde, aber geistig verwirrt überlebte. Er bewohnte in Krauchenwies ein „Schlössle“. Weiterhin heißt es, dass er 1546 von seinem augsburgischen Diener in seinem Nachtlager im Wirtshaus des Klosters Wald erstochen wurde.
1595 kaufte Karl II. von Hohenzollern-Sigmaringen Krauchenwies, das seitdem eng mit der Grafschaft Sigmaringen verbunden blieb. Das noch vorhandene Totenbuch zeigt eine lange Liste von Pesttoten in der Zeit des Krieges gegen Schweden und Frankreich (1630–1648) im Zuge des Dreißigjährigen Kriegs, oft mehrere an einem Tag.
Die Besitzverhältnisse an Krauchenwies blieben lange Zeit umstritten. Im Einzelnen ging es um die Frage, ob der Ort unmittelbares Eigentum der Fürsten von Hohenzollern oder aber Lehen der Erzherzöge von Österreich war. Um den hohenzollerischen Besitzanspruch zu betonen, gaben die Hohenzollern 1731 eine Feldbeschreibung bzw. ein sogenanntes Urbar über den „Hochfürstlich-Sigmaringischen Immediat-Flecken Krauchenwis“ in Auftrag. Am 2. Mai 1770 war Krauchenwies Station der Brautfahrt der Marie Antoinette. Ihr wurde hier ein Imbiss bereitet.

### 19. Jahrhundert
Krauchenwies wurde im 19. Jahrhundert im Volksmund als „Klein-Paris“ bezeichnet: In der Nachbarschaft des frühklassizistischen Schlosses wurde von der Herrschaft Hohenzollern-Sigmaringen 1828/1829 das neue Landhaus inmitten des fürstlichen Parks errichtet. Neben der prachtvollen Parkanlage gab es repräsentative Bürgerhäuser, Krauchenwies avancierte bald zum Treffpunkt gekrönter Häupter. So weilten hier unter anderem Kaiser Wilhelm I. und Kaiserin Augusta als Gäste.
Das Dorf lag ab 1807 im neugegründeten hohenzollerischen Oberamt Sigmaringen. Infolge der Abtretung des Fürstentums Hohenzollern-Sigmaringen an Preußen wurde Krauchenwies 1850 als Teil der Hohenzollerischen Lande preußisch und blieb es de facto bis 1945. Ab 1873 war Krauchenwies Knotenpunkt der Bahnstrecke Radolfzell–Mengen und der Bahnstrecke Krauchenwies–Sigmaringen der Badischen Staatsbahn.

### 20. Jahrhundert
In der Zeit des Nationalsozialismus befand sich in Krauchenwies eines von fünf Reichsarbeitsdienstlagern des weiblichen Reichsarbeitsdienstes (RAD) im damaligen preußisch-hohenzollerischen Landkreis Sigmaringen. Hierzu wurde das Alte Schloss im April 1940 vom RAD übernommen. Im April 1941 trat hier die 19-jährige Sophie Scholl aus Ulm ihren sechsmonatigen Dienst an. Zum Gedenken an die Anfang 1943 hingerichtete Widerstandskämpferin trägt seit 1997 die Grund- und Hauptschule Krauchenwies den Namen „Sophie-Scholl-Schule“. Schon seit Beginn des Zweiten Weltkriegs waren französische Gefangene in Betrieben eingesetzt. Milizionäre des französischen Vichy-Regimes wohnten im Alten Schloss und Adelige fanden im Landhaus Unterkunft. Gegen Mittag des 22. April 1945 rollten leichte Panzer der französischen 1. Panzerdivision, von Meßkirch her kommend, in Krauchenwies ein und besiegelten damit für den Ort das Kriegsende. Vorher hatten neun Männer des Volkssturms an den Straßen nach Hausen und Habsthal Panzersperren errichtet. Am westlichen Ortseingang leisteten deutsche Soldaten Widerstand. Dabei gab es mehrere Verwundete, zwei deutsche Soldaten fielen. Heute erinnert im Fürstlichen Park ein Kreuz an den Tod eines der Soldaten. Beim Einmarsch kontrollierten französische Soldaten Häuser, die keine weiße Flagge zum Zeichen der Kapitulation gehisst hatten. Später versammelten sich kurzzeitig tausende Gefangene im Krauchenwieser Bauhof.

### Eingemeindungen
Am 1. Dezember 1971 wurde Ettisweiler nach Krauchenwies eingemeindet. Bittelschieß (am 1. Juli) und Göggingen (am 1. September) kamen im Jahr 1974 hinzu. Mit der Eingemeindung von Ablach und Hausen am Andelsbach wurde die Gemeindegebietsreform am 1. Januar 1975 abgeschlossen. Seitdem hat die Gemeinde sechs Ortsteile.

## Religionen
Die katholische Pfarrgemeinde St. Laurentius gehört über die Seelsorgeeinheit Krauchenwies-Rulfingen zum Dekanat Sigmaringen-Meßkirch im Erzbistum Freiburg.

## Politik

### Gemeinderat und Ortschaftsräte
Der Gemeinderat von Krauchenwies umfasst derzeit 19 gewählte ehrenamtliche Mitglieder, deren Amtszeit fünf Jahre beträgt, sowie den Bürgermeister als ebenfalls stimmberechtigten Vorsitzenden. Er wird nach dem Verfahren der unechten Teilortswahl gewählt, das den einzelnen Ortsteilen jeweils eine bestimmte Anzahl an Vertretern im Gemeinderat garantiert. Dabei kann sich die Gesamtzahl der Sitze jedoch durch Ausgleichsmandate verändern. Die letzte Wahl vom 9. Juni 2024 führte zu folgendem amtlichen Endergebnis:
| Partei / Liste  | Stimmenanteil | Sitze  |                  | Ergebnis 2019    | Ergebnis 2014 |
| CDU             | 48,6 %        | 9      | 49,7 %, 9 Sitze  | 57,5 %, 11 Sitze |               |
| Freie Wähler    | 51,4 %        | 10     | 50,3 %, 10 Sitze | 24,0 %, 05 Sitze |               |
| Unabhängige     | —             | —      | —                | 18,5 %, 03 Sitze |               |
| Wahlbeteiligung | 63,2 %        | 63,2 % | 61,4 %           | 55,4 %           |               |

Darüber hinaus gibt es in den Ortschaften Ablach, Bittelschieß mit Ettisweiler, Göggingen und Hausen aufgrund der Ortschaftsverfassungen jeweils einen eigenen Ortschaftsrat. Auf dessen Vorschlag wählt der Gemeinderat für jede Ortschaft einen ehrenamtlichen Ortsvorsteher. Die Aufgabengebiet des Ortschaftsrates ist die Beratung der örtlichen Verwaltung. Der Ortschaftsrat ist in allen wichtigen Angelegenheiten, die die Ortschaft betreffen, zu hören und hat ein Vorschlagsrecht in allen Angelegenheiten, die die Ortschaft betreffen.

### Bürgermeister
- seit 2023: Manuel Kern (parteilos)
- 1999–2023: Jochen Spieß (CDU)
- 1963–1999: Heinz Schöllhammer (CDU)

Manuel Kern wurde am 25. Juni 2023 mit 87,4 Prozent der Stimmen im ersten Wahlgang gewählt. Er trat das Amt am 2. September 2023 an.

### Wappen
| Wappen der Gemeinde Krauchenwies | Blasonierung: „In geteiltem Schild oben in Silber (Weiß) auf grünem Dreiberg eine viersprossige rote Leiter, unten in Rot ein stehender goldener (gelber) Hirsch.“ |
| Wappen der Gemeinde Krauchenwies | Wappenbegründung: Die auf dem Dreiberg stehende Leiter ist dem redenden Wappen der Herren von Leiterberg entnommen, die als erste Ortsherren von Krauchenwies bekannt sind. Die einstige Zugehörigkeit zur Grafschaft Sigmaringen wird durch den goldenen Hirsch ausgedrückt. Die niederadligen Besitzer des Dorfes wechselten öfters, bis es 1595 als österreichisches Lehen an das Haus Hohenzollern-Sigmaringen gelangte. Im Jahr 1756 siegelten der Schultheiß Joseph Stecher und der Bürgermeister Franz Gmeiner für den Flecken Krauchenwies mit dem persönlichen Siegel des Schultheißen: eine Brezel, darüber die Buchstaben: I.S. T. (Ioseph Stecher). Nach 1945, möglicherweise schon früher, zeigte der Stempel des Bürgermeisteramtes einen sechsröhrigen Brunnen. Das heutige Wappen war der Vorschlag des Staatsarchivs Sigmaringen vom Jahre 1947. Die Verleihung erfolgte am 28. Januar 1949 durch das Innenministerium Württemberg-Hohenzollern (Nr. IV 3012 B/13). |

### Gemeindepartnerschaften
1997 wurde mit der ungarischen Gemeinde Isztimér ein offizieller Partnerschaftsvertrag unterzeichnet. Kontakte bestehen allerdings schon seit 1993 und werden intensiv durch wechselnde Besuche, beispielsweise der beiden Feuerwehren, gepflegt.

## Kultur und Sehenswürdigkeiten
Krauchenwies liegt an der Hohenzollernstraße und ist Teil der Tourismusregion „Oberschwäbische Donau“.

### Bauwerke

#### Krauchenwies

##### Fürstliche Schlossanlage Krauchenwies
Die Fürstliche Schlossanlage Krauchenwies ist als „Kulturdenkmal von besonderer Bedeutung“ nach §12 des Gesetzes zum Schutz der
Kulturdenkmale (Denkmalschutzgesetz – DSchG) des Landes Baden-Württemberg in besonderem Maße durch Eintragung in das Denkmalbuch geschützt.
Die Schlossanlage besteht aus:
- dem Alten Schloss (Im Park 2, Flst. Nr. 1/47),
- dem fürstlichen Landhaus (Im Park 6, Flst. Nr. 1/47),
- dem Wohnhaus des Schlossverwalters (Im Park 1, Flst. Nr. 1/25),
- der Orangerie (Im Park 4, Flst. Nr. 1/47),
- dem ehemaligen Försterhaus (Im Park 7),
- dem Marstall (Sigmaringer Str. 8, Flst. Nr. 1/54),
- der ehemaligen fürstlichen Wagenremise (Sigmaringer Str. 10 – alte Gebäude Nr. 26, Flst. Nr. 1/44) und
- dem Schlosspark Krauchenwies (Im Park – Flst. Nr. 273, 275, 1/3, 1/4, 1/5, 1/6, 1/7, 1/24, 1/46, 1/47)

Klassizistisches Schloss

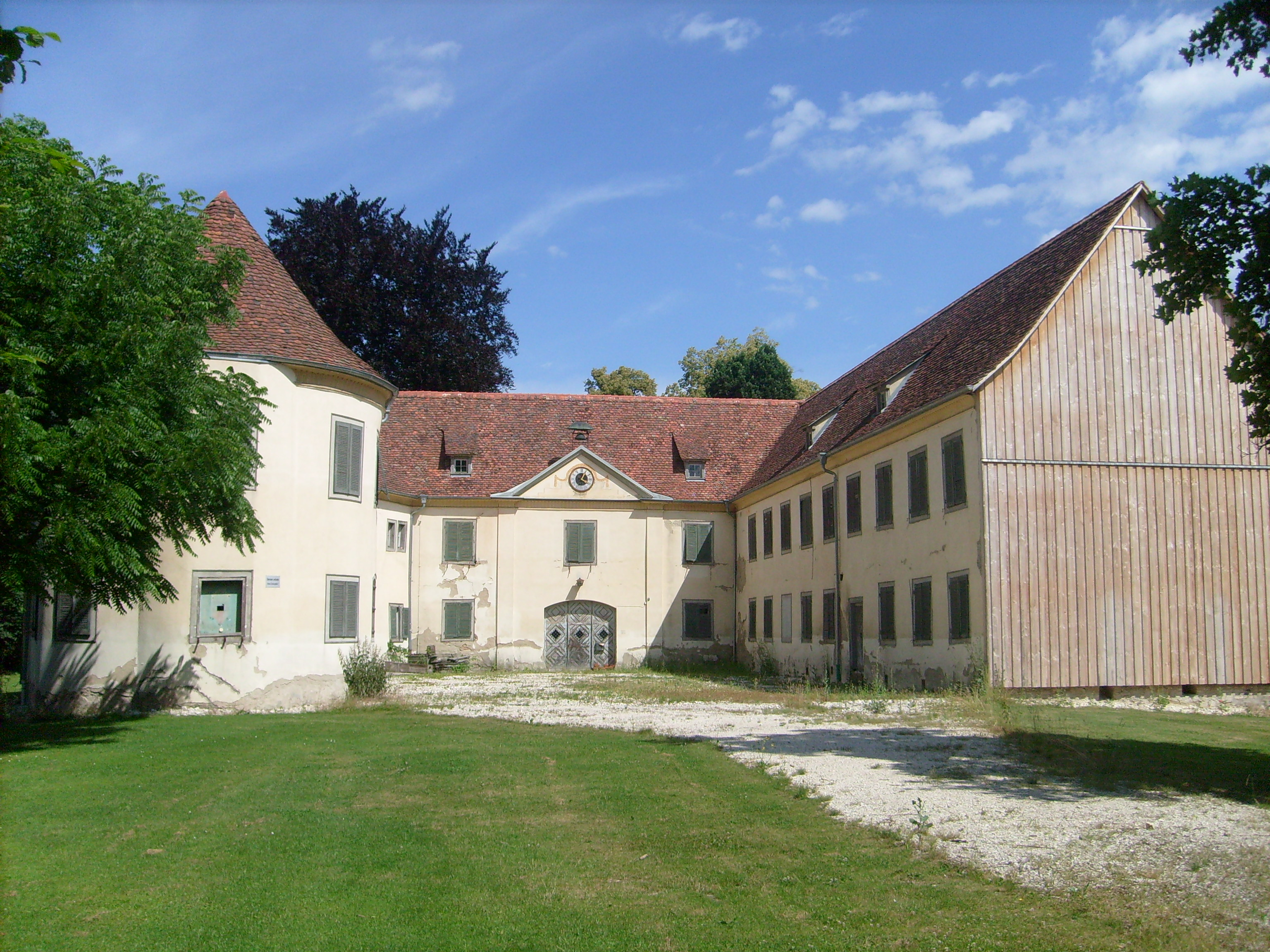
Altes Schloss Krauchenwies

Das Schloss Krauchenwies, das sogenannte Alte Schloss, gehört seit 1595 den Grafen und Fürsten von Hohenzollern-Sigmaringen.
Sommerresidenz der Fürsten von Hohenzollern

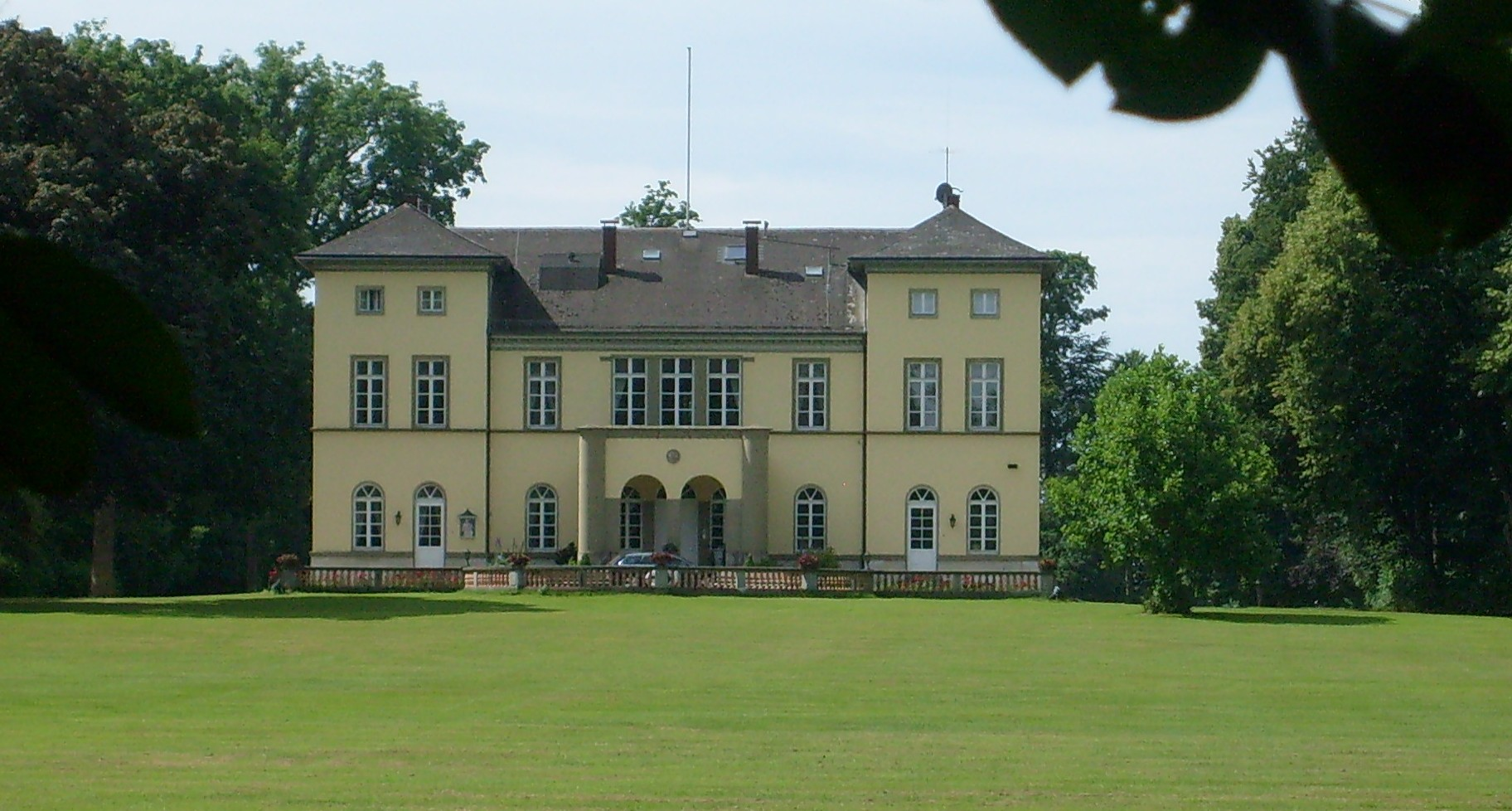
Bewohntes Landhaus Krauchenwies

Das fürstliche Sommerschloss, das sogenannte Landhaus, liegt am Rand des Parks unweit des alten Schlosses. Es wurde auf Veranlassung Karls von Hohenzollern-Sigmaringen zwischen 1828 und 1832 nach den Plänen von Rudolf Burnitz erbaut. Am 15. Juli 1837 wurde hier Stephanie von Hohenzollern geboren, die 1858 Königin von Portugal wurde, jedoch bereits 1859 an Diphtherie starb. Ab 1872 nutzte Fürst Karl Anton zu Hohenzollern (1811–1885) die Schlossanlage als Sommerresidenz. Zur Zeit der Unterbringung des Vichy-Regimes im Schloss Sigmaringen (20. August 1944 bis 22. April 1945) wurde der fürstlichen Familie das Landhaus in Krauchenwies zugewiesen. Weitere Adelige folgten. Am 6. Februar 1965 starb Fürst Friedrich von Hohenzollern im Landhaus. Das Gebäude dient noch heute als Wohnsitz der Familie von Hohenzollern-Sigmaringen. Das ebenfalls im Privatbesitz befindliche Gelände ist umzäunt. Gelände und Haus sind nicht öffentlich zugänglich.
Marstall
Das 1789 erbaute zweigeschossige Marstallgebäude am nördlichen Ortseingang steht direkt an der Bundesstraße 311. Aus den einst fürstlichen Pferdeställen im rechten Erdgeschossteil wurde in den 1950er Jahren die Turnstätte des Turnvereins. Alles, was damals noch an die Pferdeställe erinnerte, wurde verschrottet. Das Hauptgebäude mit rund 375 Quadratmeter überbauter Fläche und insgesamt 1958 Quadratmeter Nutzfläche verfiel immer mehr. Das Erdgeschoss wurde in den 1980er Jahren als Werkstatt- und Ausstellungsgebäude für den Bau von Pkw-Anhängern genutzt, den rechten Gebäudeteil nutzte ein Gebrauchtwarenhändler. Das gesamte erste Obergeschoss ist über ein zentrales Treppenhaus erschlossen und im Süd- und Nordflügel mit jeweils einer großen Wohnung ausgestattet. In den Räumen wohnten Familien nach dem Zweiten Weltkrieg; in den letzten Jahren wurden die Wohnungen nicht mehr als solche genutzt. Der darüber liegende Dachraum ist in einem guten Zustand und nicht ausgebaut. Er erstreckt sich über die gesamte Länge des Hauptgebäudes. Der linke Flügel ist noch nahezu im Originalzustand des Marstalls erhalten (Decken, Wände, Böden, Futterreusen usw.). Auf der Ostseite des Hauptgebäudes steht ein an die Grenze angebauter hölzerner Abstellschuppen auf Bodenplatte. Über dem sandsteingerahmten Portal befindet sich noch heute die ursprüngliche Stuckzier, ein fast vollplastisches Relief mit zwei springenden Pferden. Das Gebäude ist baufällig und benötigt umfangreiche Maßnahmen zur Erhaltung der Bausubstanz, vor allem der Fassade, sowie zur Sicherung der Stuckdecken, Decken und Wände. Es wurde 2013 von dem renommierten Bildhauer und Maler Josef Alexander Henselmann erworben. Die Arbeiten zur Sanierung des Marstalls, der unter anderem zum Teil als Atelier eingerichtet wurde, nahmen einige Jahre Zeit in Anspruch.
Ehemalige fürstliche Wagenremise

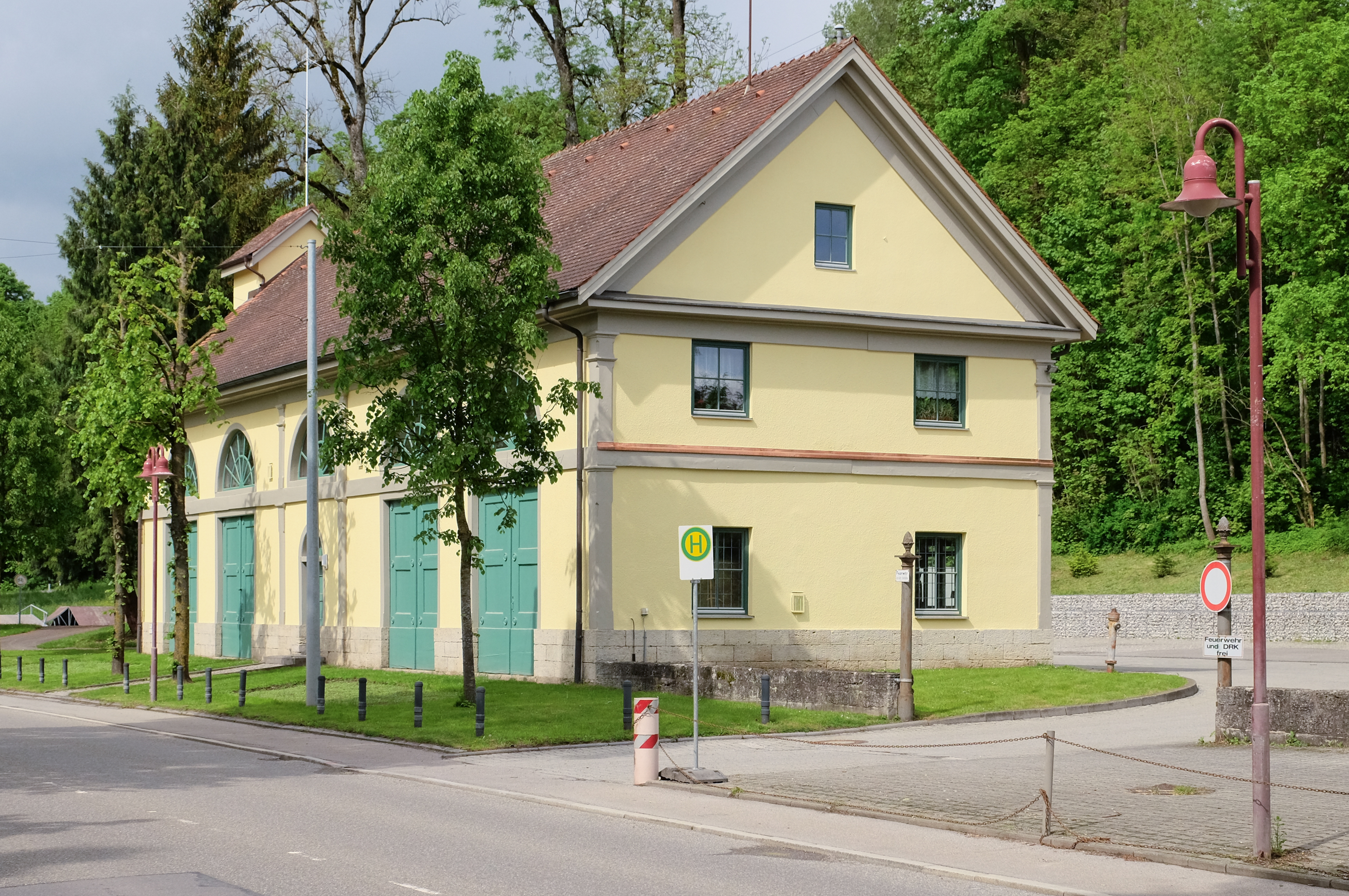
Ehemalige Wagenremise

Die ehemalige Wagenremise des fürstlichen Schlosses bildete einst mit dem Alten Schloss und dem Marstall ein stattliches Entrée für die Residenz und später den Sommersitz der Hohenzollern. Das um 1825 erbaute Gebäude ist ein verputzter zweigeschossiger Fachwerkbau mit Satteldach. 1950 gab es Pläne zum Einbau von Wohnungen. Später wurde es durch die 1865 gegründete Freiwillige Feuerwehr Krauchenwies zum Feuerwehrhaus umgebaut und erhielt in den 1970er Jahren auf der Rückseite Stahlfalttore. Im Erdgeschoss des Gebäudes befinden sich heute die beiden Fahrzeughallen mit Funkkabine, Atemschutzwerkstatt und Schlauchwascheinrichtung sowie der nach oben offene Schlauchturm. Im Obergeschoss sind links des innenliegenden Treppenhauses die Schulungs- und Aufenthaltsräume der Bereitschaft des Deutschen Roten Kreuzes Krauchenwies und rechts die der Freiwilligen Feuerwehr Krauchenwies untergebracht. Das Dachgeschoss ist durchgängig offen und wird als Lager und Kleiderkammer genutzt. Durch die Fahrzeughalle verläuft eine Gasleitung. Im Dezember 2014/ Januar 2015 wurden die alten Tore durch vier Aluminiumfalttore ersetzt. Im April 2015 erhielt die ehemalige fürstliche Wagenremise wieder das denkmalbedeutsame Erscheinungsbild des 19. Jahrhunderts. Der Fassadenanstrich war nur mit vorheriger denkmalrechtlicher Genehmigung des Landesamts für Denkmalpflege Baden-Württemberg möglich, das auch über die Farbgebung entschied. Es forderte Einheitlichkeit mit der Schlossanlage und schlug in etwa die gleiche Farbe des Putzes wie bei den anderen fürstlichen Gebäuden vor.

##### Pfarrkirche St. Laurentius

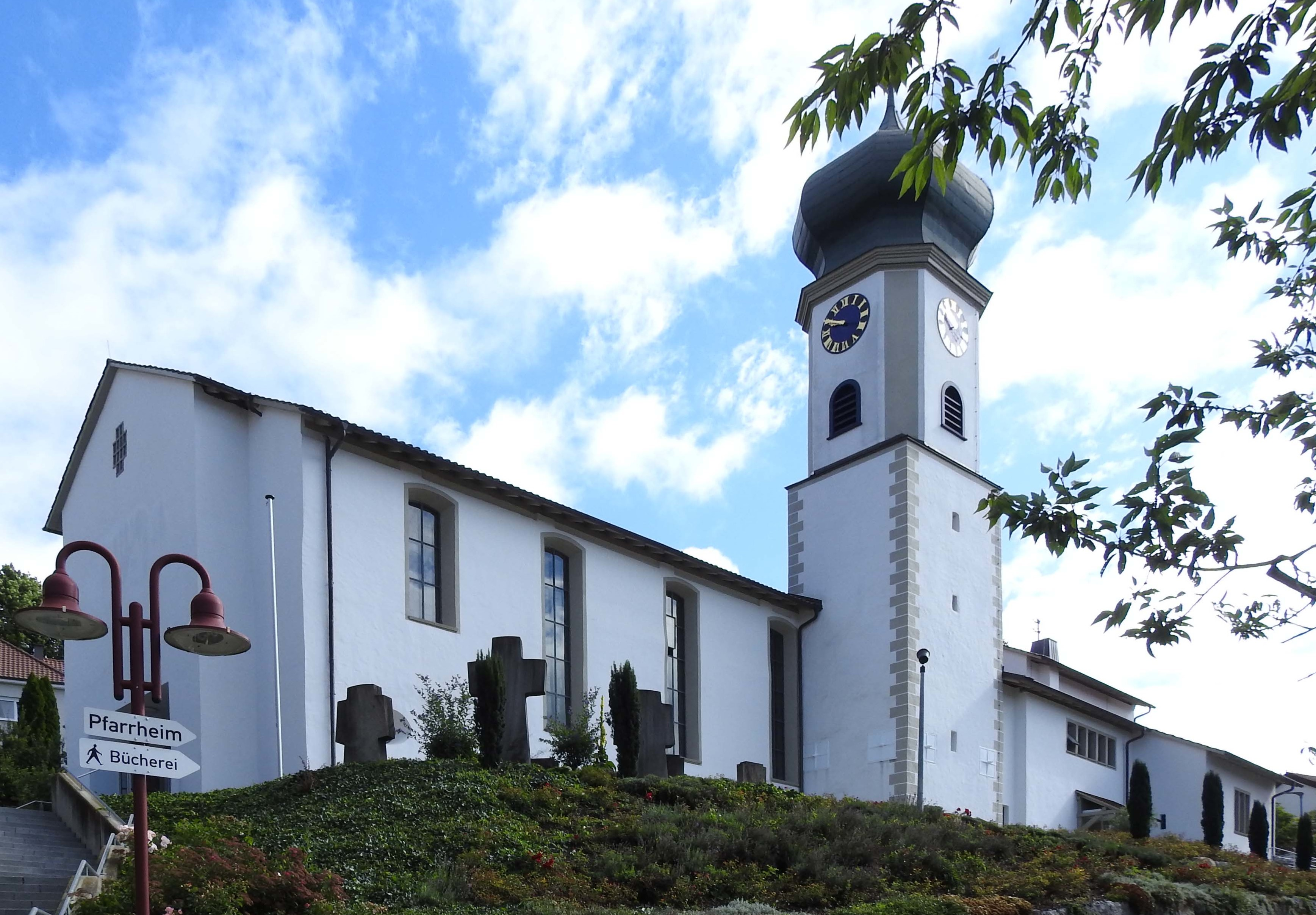
Kirche St. Laurentius

Die katholische Pfarrkirche von Krauchenwies ist dem heiligen Laurentius von Rom geweiht. Ihr mittelalterlicher Turm hat eine Zwiebelhaube aus dem Jahr 1736. Das Langhaus ist ins Jahr 1597 datiert. Das Querhaus und der Chor stammen aus dem 19. Jahrhundert. In den 1950er Jahren wurde die Kirche baulich verändert und fast völlig neu erbaut. Sie bietet mehr an Schätzen der bildenden Kunst, als sie auf den ersten Blick vermuten lässt. Im Innenraum befindet sich ein spätgotischer Grabstein mit Totengerippe als Wappenhalter sowie eine ebenfalls spätgotische Muttergottes mit Kind. Weitere Zeugnisse der Kunst in der Dorfkirche geben Kreuzwegstationen aus gebranntem und emailliertem Ton, Skulpturen, Reliefs, Grabmäler und Bleiglasfenster aus der Zeit vom späten Mittelalter bis in die jüngere Vergangenheit. Historische Originalstücke befinden sich im bewohnten Pfarrhaus. Die Orgel wurde 1974 von dem Orgelbauer Winfried Albiez aus Lindau erbaut. Sie hat 25 Register auf 2 Manualen und Pedal. Im Kirchturm, der über 67 Stufen, die ersten davon aus ausgetretenem und jahrzehntealtem Holz, betreten werden kann, hängen in der vorletzten Etage vier Glocken, die nach dem Zweiten Weltkrieg gekauft wurden.

##### Sonstiges

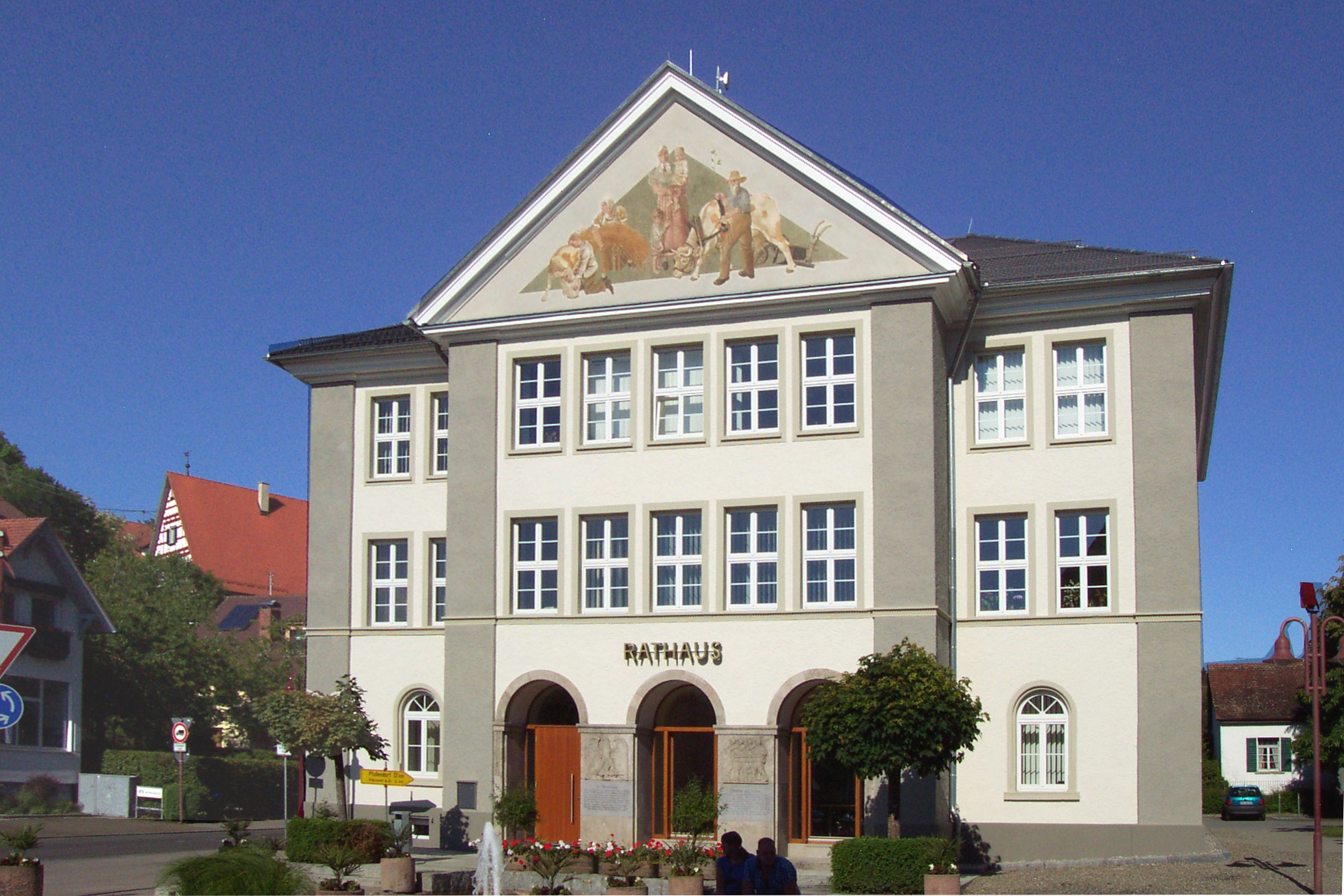
Krauchenwieser Rathaus

- Das Rathaus wurde 1844 infolge der Ansiedlung des Hauses Hohenzollern als repräsentatives Gebäude im Ortskern erbaut.[42] und 1936 umgebaut[43] Zuvor stand hier ein landwirtschaftliches Anwesen. Es fiel im Jahr 1843 einem Brand – damals war die Freiwillige Feuerwehr Krauchenwies noch nicht gegründet – zum Opfer.[44] Das Gebäude hat eine klassizistische Fassade mit Wandmalereien im oberen Giebelbereich. Am Eingangsbereich mit drei Portalbögen befinden sich plastische Darstellungen mit den Namen der Gefallenen der Weltkriege. Das Dach wurde 2009 totalsaniert.[45] Im Jahr 1980 wurde ein Brunnen vor dem Gebäude eingeweiht.

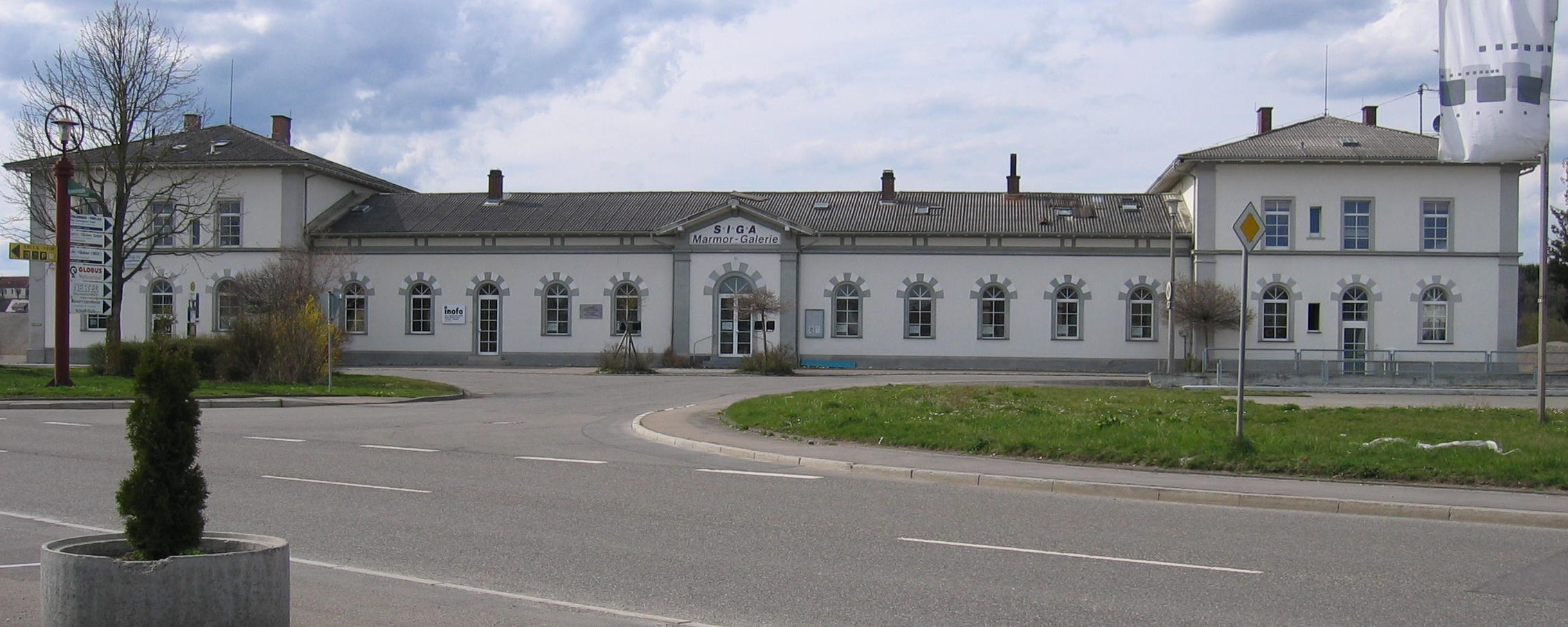
Bahnhof Krauchenwies

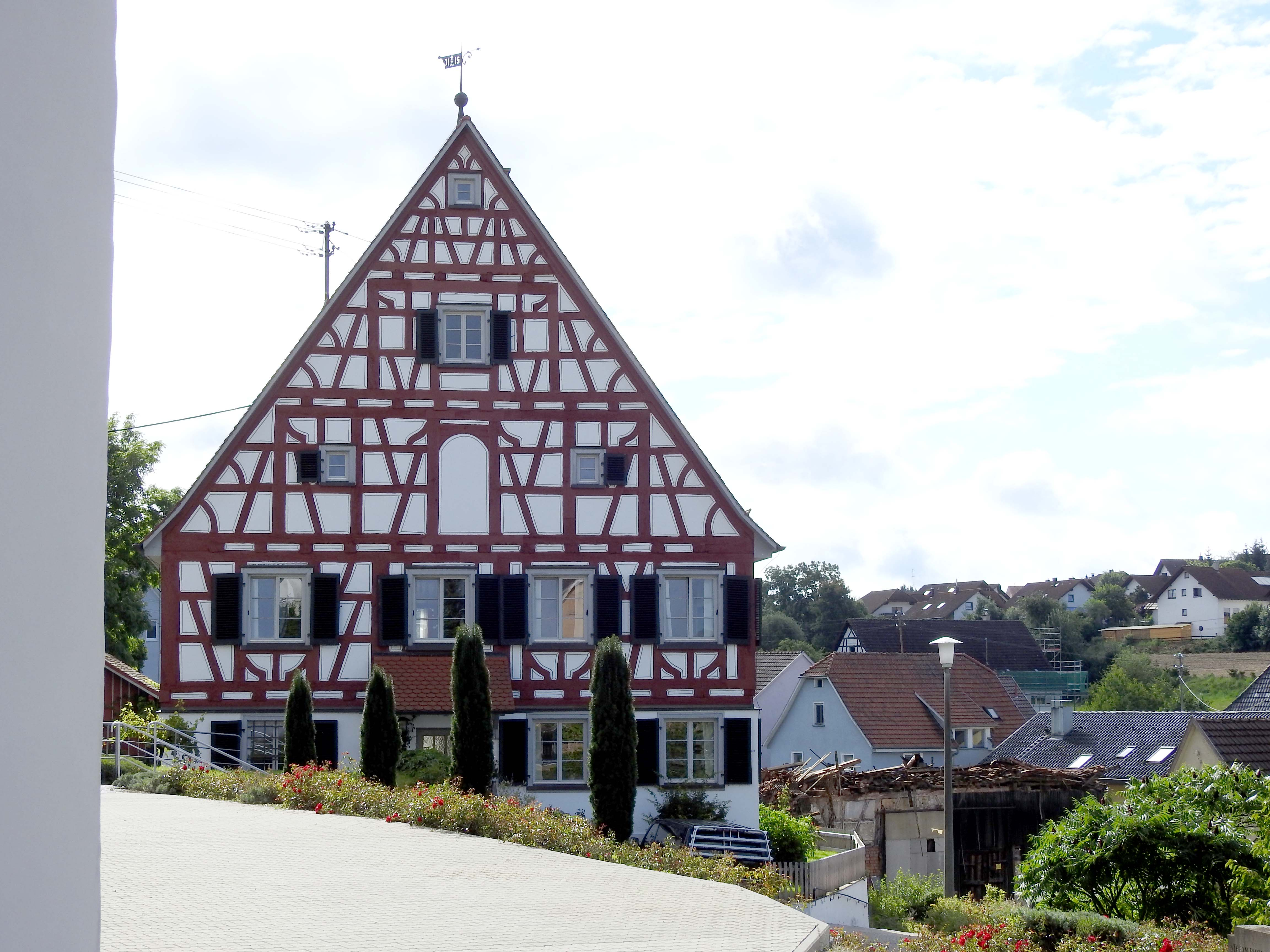
Pfarrhaus

- Der Bahnhof Krauchenwies, der von der Großherzoglich Badischen Eisenbahnverwaltung erbaut wurde, war einst Knotenpunkt der Bahnstrecke Radolfzell–Mengen und der Bahnstrecke Krauchenwies–Sigmaringen. An der Außenfassade des restaurierten Bahnhofsgebäudes erinnert eine Gedenktafel an die allerhöchste Anwesehnheit Sr. Majestaet unseres Kaisers WILHELM I in diesem Hause am 10. Juli 1875.[46] Im Jahre 2025 wurde der Bahnhof durch eine Bürgerinitiative wieder betriebsbereit gemacht.[47][48]
- Mühle Kaiser: Am 23. Juli 1501 verkaufte Konrad Bowß, Müller zu Krauchenwies, an Paulin Brunner von Beuren (Burren) seine Mühle zu Krauchenwies mit Haus, Scheune, Hofraite und allem anderen Zubehör und aller Gerechtigkeit, wie er sie von dem verstorbenen Peter Schennckh Vogt zu Sigmaringen, gekauft hatte. Sie verlieh die Mühle zu Krauchenwies mit dem oberhalb gelegenen Werd und dem neuen Mühlgraben am 25. April 1502 an Wolf von Honburg, wohnhaft zu Krauchenwies. Die Nachkommen verkauften die Mühle am 14. November 1522 an Junker Heinrich Sirge von Sürgenstain zu Krauchenwies. Ferdinand, König zu Ungarn und Böhmen usw., Erzherzog zu Österreich, belehnte am 20. März 1529 Heinrich Sürg von Sürgenstein dessen Sohn, Hanns, mit der Mühle. Letzterer wird in der Zimmerischen Chronik für das Jahr 1546 als Besitzer der Mühle erwähnt.[12] Eine detaillierte Karte aus dem Jahr 1733 zeigt in einer historischen Ortsansicht am Andelsbach eine Mühle mit Wasserrad und Nebengebäude am heutigen Standort und unterhalb der Mühle eine Furt.[14] Der Bau einer Brücke wurde erst seit 1772 in Erwägung gezogen.[14] Des Weiteren geben Archivalien Auskunft über die Müller Burth und Guhl, die Lohmühle des Ambros Weber und die Sägemühle des Albert Kaiser.
- Das Weiße Kreuz ist ein weiß gefasstes Kreuz aus Eichenholz mit Christuskorpus an der Kreuzung der Landesstraße 194 zwischen Krauchenwies und Ostrach und der Kreisstraße zwischen Hausen am Andelsbach und Rulfingen. Es ist Eigentum der Gemeinde Krauchenwies. Das Weiße Kreuz wurde im Jahr 1901 durch Opfergaben der damals noch selbstständigen Gemeinden Krauchenwies, Hausen am Andelsbach, Habsthal und Rulfingen am 1. Juni 1901 an seiner bisherigen Stelle neu erstellt[49] und in den Jahren 1961 und 1982 erneuert.[50] Mitglieder des Schwabenbundes übernahmen zuletzt 2005 eine umfassende Restaurierung.[50] In der Nacht zum Ostermontag 2008 wurde es von zwei im April 2008 ermittelten Serientätern mit einer Motorsäge durchtrennt und musste danach neu errichtet werden.[51][52] In einer öffentlichen Feierstunde konnte das neue Kreuz am 14. Oktober 2008 wieder eingeweiht werden.[53] Jedoch stand an dieser Stelle bereits vor 1901 ein Vorgängerkreuz, das der in fürstlich-hohenzollerischen Diensten stehenden Oberförster Karl Arnold zusammen mit dessen Bruder[49] privat zwischen 1819[A 4] und 1843[A 5] errichten ließ.[53] Es ist möglich, dass das Weiße Kreuz aus Anlass des Suizids seines Sohnes Xaver Arnold am 21. Februar 1934 im Tiergarten (Josefslust) mit einer selbst beigebrachten Schussverletzung errichtet worden war.[49] Doch schon seit dem Dreißigjährigen Krieg sollen an dieser Stelle Wegkreuze gestanden haben.[52][A 6]
- An der Bundesstraße 311 oberhalb der Serpentinen steht in Richtung Rulfingen ein Kleindenkmal.[54]
- Rechtsseitig des Andelsbaches vor Krauchenwies befindet sich in der Südwestecke des Gewanns „Schloßbühl“ eine keltische Ringwallanlage (hallstattzeitlicher Grabhügel mit Dolchbeigabe [Eisenlanzenspitze ?]). Sie wurde 1880 von Oberst August von Cohausen untersucht.[55] In seinen Erinnerungen aus Hohenzollern im Juni 1881 berichtet er von merkwürdigen Römermauern im Schlossgarten von Krauchenwies.[56]

#### Ablach
- Im Ortsteil Ablach steht die Kirche St. Anna aus dem 17. und 18. Jahrhundert. Sie ist reich ausgestattet mit Ausmalung und verfügt über einen neugotischen Hochaltar.

#### Bittelschieß

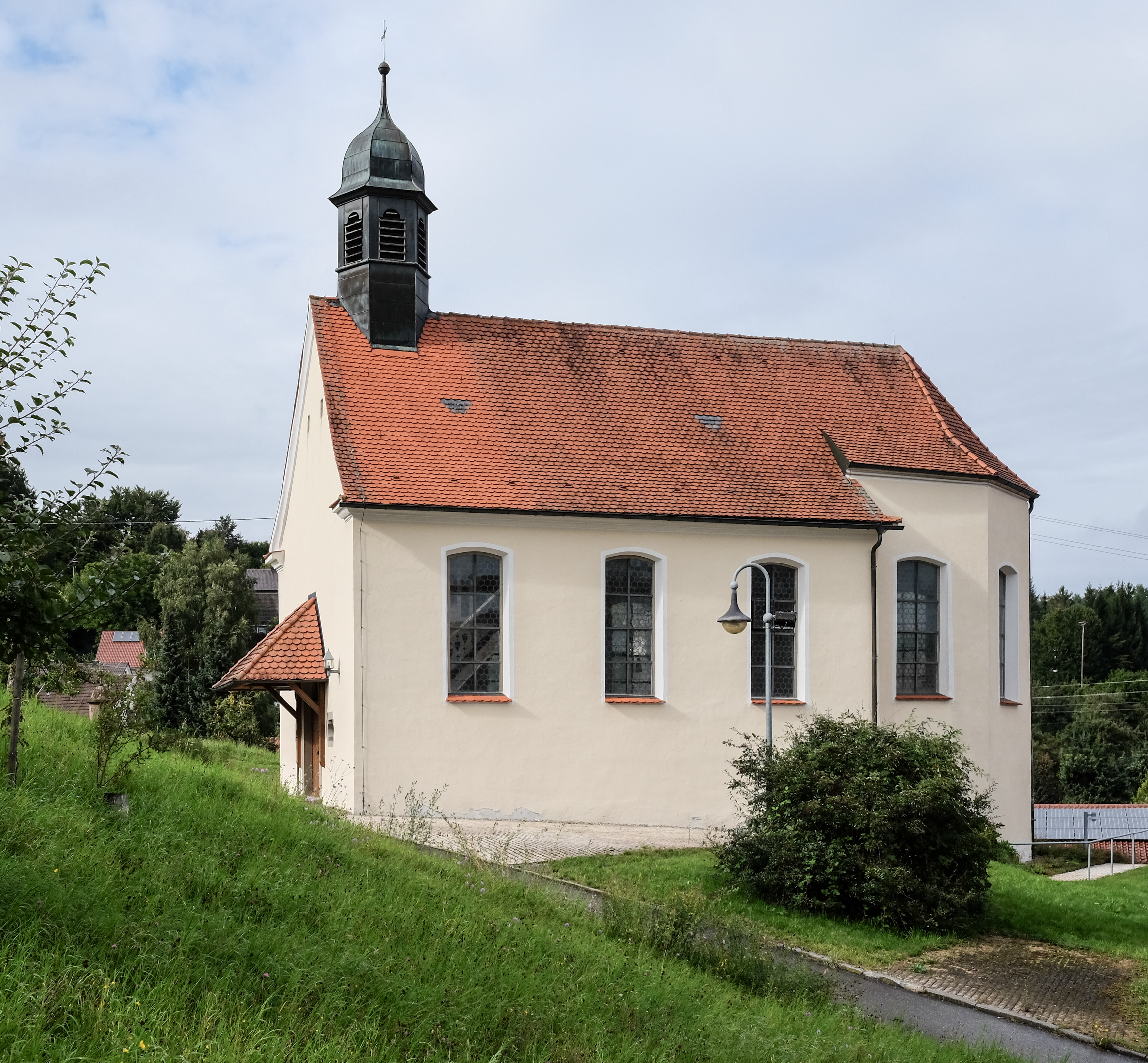
Kirche St. Kilian

- Die St.-Kilian-Kirche in Bittelschieß aus dem Jahr 1758 gilt als Rokokokleinod. Die Stuckaturen stammen von Johann Jakob Schwarzmann, die neuen Fresken von A. Braun.
- Der Burgstall Bittelschieß ist ein mittelalterlicher Burgstall, etwa einen Kilometer nordöstlich von Bittelschieß entfernt. Die Burg Bittelschieß lag auf einer Anhöhe, einer Kiesablagerung des mittleren Rheingletschergebietes. Jedoch wurde die Anhöhe durch Kiesabbau fast ganz abgetragen.
- Die Hünaburg bei Bittelschieß ist eine vor- und frühgeschichtliche Ringwallanlage. Sie befindet sich auf einer Anhöhe unweit der Kreisstraße 8273 nach Glashütte, zwei Kilometer nördlich der Landesstraße 456 von Krauchenwies nach Pfullendorf.

#### Ettisweiler
- Die Kapelle Ettisweiler wurde 1879 zu Ehren der Schmerzhaften Muttergottes und St. Georgs erbaut.

#### Göggingen
- Die St.-Nikolaus-Kirche Göggingen ist ein barocker Kirchenneubau aus den Jahren 1805 und 1806. Vorgänger war ein Bau aus dem Jahr 1696. Interessant und wertvoll ist das Christusbild des Hochaltars aus dem Jahr 1750, das Christus ohne Dornenkrone darstellt.

#### Hausen am Andelsbach
- Die Kirche St. Ottilien (auch Odilienkirche) in Hausen am Andelsbach hat einen Turm aus dem 15. Jahrhundert mit Treppengiebel. Der Bau stammt aus dem Jahr 1853. Ausgestattet ist sie mit einem prachtvollen Renaissance-Kruzifix und einer gotischen Pietà von 1420.

### Naturdenkmäler

#### Fürstlich Hohenzollerischer Park

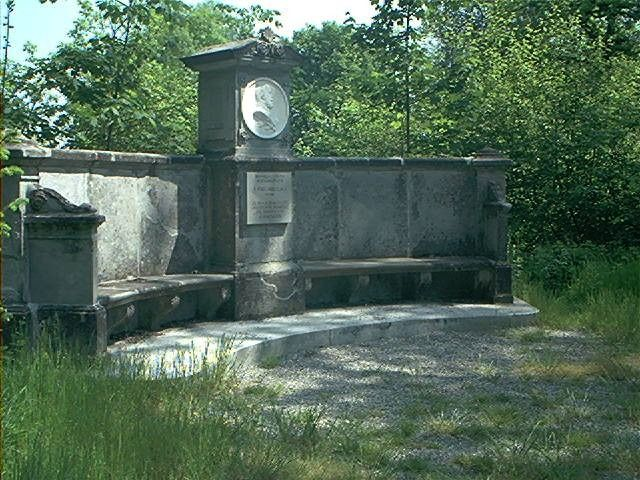
Sitzdenkmal zu Ehren Kaiser Wilhelms I. im fürstlichen Park

Der Fürstlich-Hohenzollerische Park in Krauchenwies wurde unter Karl von Hohenzollern-Sigmaringen ab 1828 im Stil der Englischen Landschaftsparks des Fürsten Hermann von Pückler-Muskau angelegt. Angepflanzt wurden heimische Bäume aus den fürstlichen Forstrevieren, aber auch „exotische“ Bäume, zu denen damals Silber-Ahorn, Pappeln, Platanen oder auch rotblühende Rosskastanien zählten. Mit dem „Vorderen Park“ im direkten Anschluss an das Landhaus sowie der „Berganlage“ jenseits der Straße Sigmaringen–Krauchenwies und dem etwas später angelegten „Hinteren Park“, der sich vom Zusammenfluss der Ablach und des Andelsbaches bis zum Fürstlichen Tiergarten Josefslust erstreckt, umfasst die Anlage eine Fläche von 61 Hektar. Der englische Park sollte dem Besucher im Sinne eines romantischen Naturempfindens das Idealbild einer Landschaft erlebbar machen. Durch den Wechsel von dichtem Baumbestand zu weiten Wiesenflächen entstanden verschiedene Räume, die unterschiedliche Stimmungen hervorrufen sollten. Geschwungene Wege, die immer wieder neue Sichtachsen freigaben, weckten die Neugier, den Landschaftsgarten weiter zu erkunden. Auch die natürlichen Flussläufe wurden in die Gestaltung einbezogen. Durch Stauung des Andelsbaches entstand ein See. Zeitgenössische Zeichnungen und spätere Ansichtskarten zeigen, dass der See von der fürstlichen Familie und ihren Gästen gern für Bootsfahrten genutzt wurde.
Mit der Entscheidung des Fürsten Karl Anton, die Schloss- und Parkanlage Krauchenwies ab 1872 als Sommerresidenz zu nutzen, kam dem Gelände besondere Aufmerksamkeit und Pflege zu. Regelmäßig empfing der Fürst von Hohenzollern in den Monaten Juli und August in Krauchenwies hochrangige und illustre Gäste. Bei diesen Gelegenheiten war der Landschaftsgarten Kulisse für Konzerte und Theateraufführungen oder wurde für ausgiebige Spaziergänge und -fahrten genutzt. Bedeutendste Besucher waren der deutsche Kaiser Wilhelm I. (1797–1888) und seine Gemahlin Augusta (1811–1890). Die Kaiserin hatte an einem Wiesenplatz im nordöstlichen Teil des fürstlichen Parks, der bald nur noch „Augusta-Wiese“ genannt wurde, besonderes Gefallen gefunden. Zum Andenken an einen Aufenthalt Wilhelms I. wurde 1875 ein Bankdenkmal gestiftet, für das sich in der Bevölkerung der Name „Kaiserstuhl“ durchsetzte. Es wird vom Konterfei Kaiser Wilhelms I. als Marmorbildnis geziert. Bei späteren Besuchen der Kaiserin erhielt die Augusta-Wiese weitere Ausstattungsstücke in Form von steinernen Vasen oder Kleindenkmälern. Im Jahr 1871 erhielt Krauchenwies den Anschluss an die Bahnstrecke Mengen–Meßkirch und zwei Jahre später über Josefslust nach Sigmaringen. Um den Gästen des Fürsten bei Ankunft oder Abfahrt den unmittelbaren Weg zwischen Landhaus und Bahnhof durch den Park zu ermöglichen, wurde in der zum prächtigen Bahnhofsgebäude gelegenen Südwestecke der Gartenanlage ein einflügeliges Tor mit zwei Ziegelmauerpfeilern errichtet. Von der großen Wiesenfläche, die sich nach der Toreinfahrt öffnet, konnte und kann heute der Blick ungehindert über die gut 800 Meter bis zum „Kaiserstuhl“ schweifen. Diese Blickachse ermöglichte es der Kaiserin, beim Abschied noch einmal ihren Lieblingsplatz in Augenschein zu nehmen.
Der fürstlich-hohenzollerische Park wurde als „Kleinod der Gartenbaukunst“ bezeichnet und lockt zu jeder Jahreszeit viele Einheimische und Besucher zu Spaziergängen. Alljährlich findet hier seit 1966 am ersten Juliwochenende das von der Musikkapelle Krauchenwies veranstaltete Parkfest statt. Bei diesem Drei-Tage-Fest spielt unter anderem Hausherr Fürst Karl Friedrich von Hohenzollern mit seiner Combo „Charly and the Jivemates“ Jazzstandards.

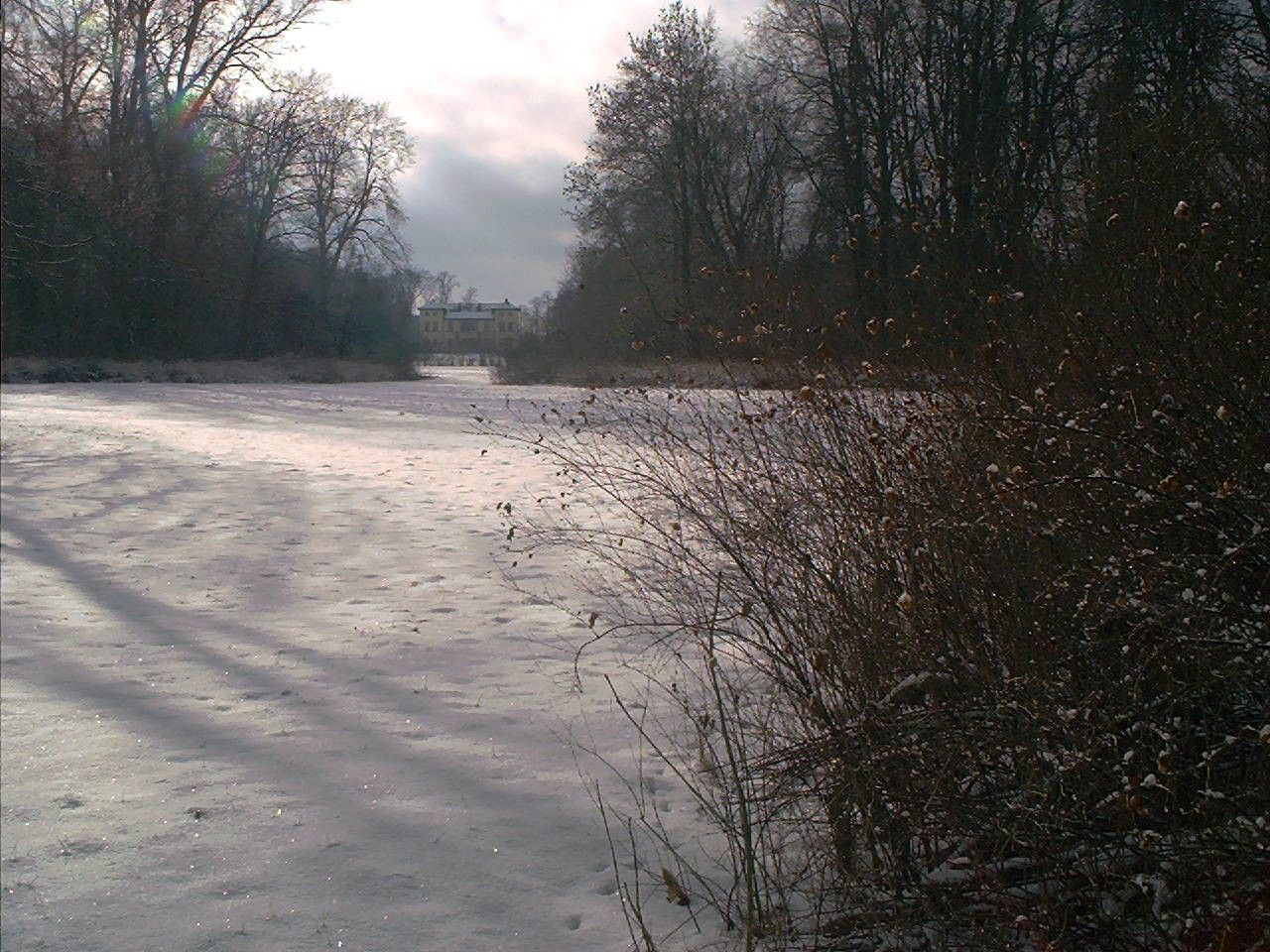
Sommerschloss
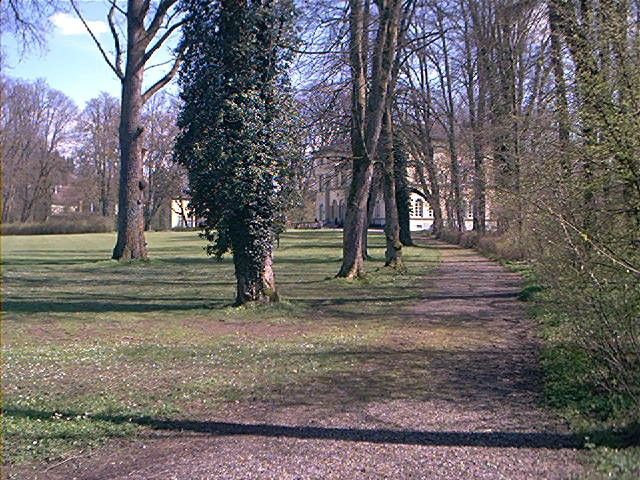
Sommerschloss
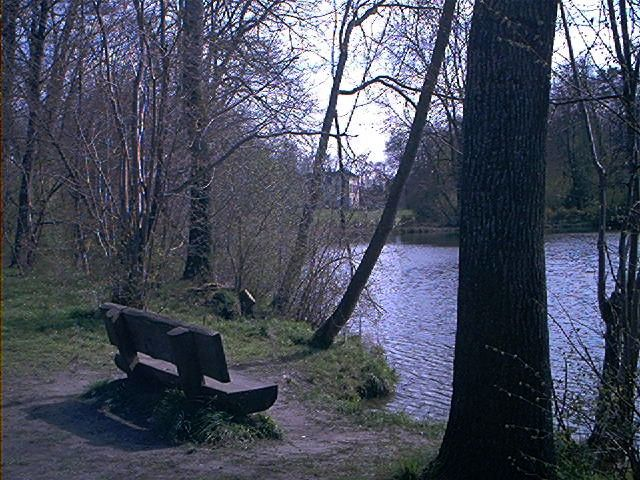
Teichansicht mit Sitzbank und Schloss
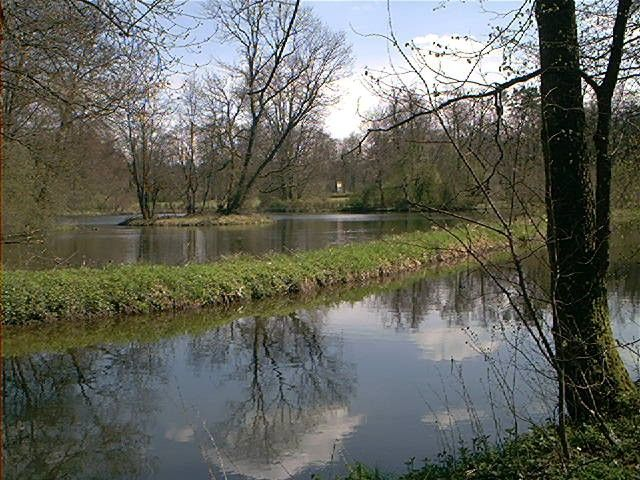
Teichansicht

#### Krauchenwieser Seenplatte

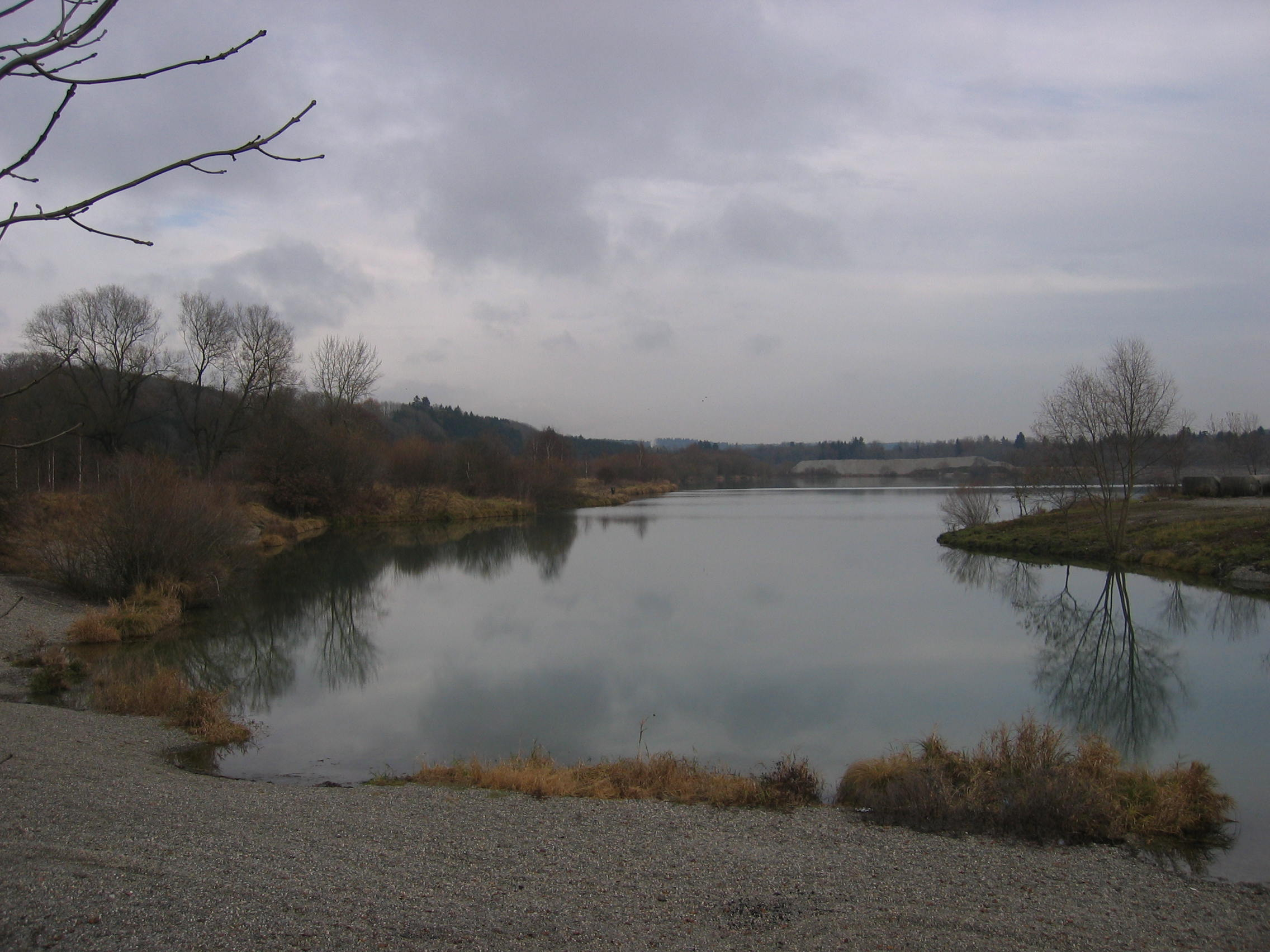
Baggersee Lutz

Die Krauchenwieser Seenplatte ist eine durch den Abbau von Kies entstandene Seenlandschaft der Krauchenwieser Baggerseen. Sie stellt einen wichtigen Lebensraum im Randbereich des Naturparks Obere Donau dar und ist Heimat unzähliger Vogelarten. Zur Krauchenwieser Seenplatte gehören die Ablacher Seen („Lutzensee“). Neben dem Lutzensee gehören zur Seenplatte die nordöstlich von Krauchenwies gelegenen Steidleseen (beidseitig der Landstraße 456), der Vogelsee, der Zielfinger Baggersee (Surfsee), sowie der Südsee II und der Südsee III. Die Krauchenwieser Seenplatte wird durch den fürstlichen Park und den Wildpark Josefslust in einen Westteil und einen Ostteil getrennt. Die einzelnen Seen mit einer Wasserfläche von 170 Fußballfeldern laden zum Surfen, Baden und Angeln ein. Es gibt einen Campingplatz und einen Wohnmobilstellplatz.

### Sport
Die Skiabteilung Krauchenwies das Turnverein Krauchenwies e. V. betreibt am Ortseingang aus Richtung Sigmaringen den vereinseigenen Schlepplift Hexenwäldle. Die Skipiste hat etwa 250 Meter Länge und 100 Meter Breite. Des Weiteren gibt es eine Langlaufloipe.

## Wirtschaft und Infrastruktur

### Verkehr

#### Straße
In Krauchenwies treffen mehrere Fernverbindungen aufeinander:
- Die Bundesstraße 311 Ulm–Geisingen (weiter über die Bundesstraße 31 nach Freiburg im Breisgau)
- L456: Die Bundesstraße 313 von Reutlingen führt über Gammertingen zur Bundesstraße 32 nach Sigmaringen. Diese trifft dort auf die Bundesstraße 463, die vom Autobahnanschluss Empfingen über Balingen nach Sigmaringen führt. Ab Sigmaringen erreicht man über die L 456 Krauchenwies–Pfullendorf die Bodensee-Autofähre Konstanz–Meersburg
- Die L 286 aus Richtung Ostrach–Altshausen–Ravensburg

Den öffentlichen Nahverkehr gewährleistet der Verkehrsverbund Neckar-Alb-Donau (naldo) gewährleistet. Die Gemeinde liegt in der Wabe 444.

#### Bahn

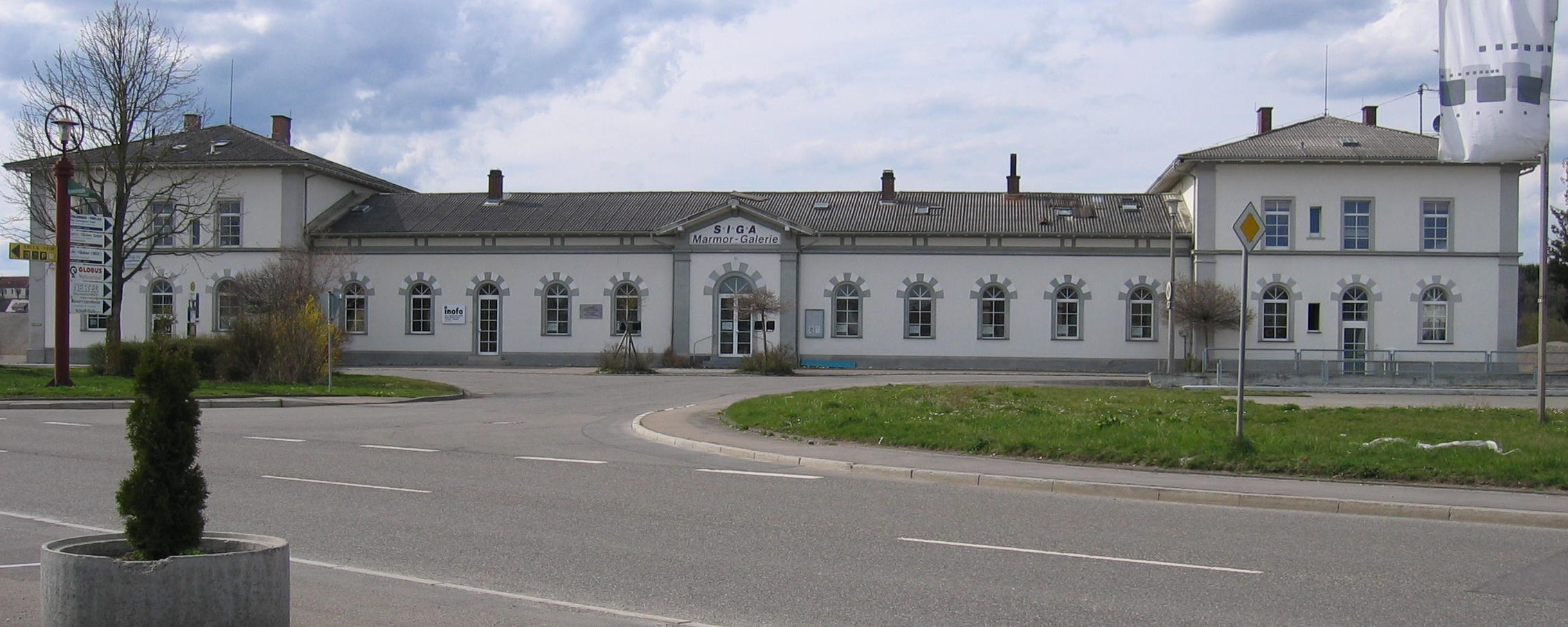
Empfangsgebäude des Bahnhofs Krauchenwies

Der ehemalige fürstliche Bahnhof Krauchenwies mit ursprünglich sechs Bahnhofsgleisen einschließlich Gütergleisen ist stillgelegt. Er war bis in die 1960er Jahre Knotenpunkt zweier ursprünglich durch die Großherzoglich Badischen Staatseisenbahnen errichteten Schienenstrecken, die Bahnstrecke Radolfzell–Mengen traf hier auf die Bahnstrecke Krauchenwies–Sigmaringen.
Die Baugenehmigung für das Bahnhofsgebäude lag am 25. September 1871 vor, zwei Jahre später – am 6. September 1873 – wurde die Bahnlinie eingeweiht. Das Gebäude diente als repräsentativer Zweckbau für hohe Gäste der fürstlichen Sommerresidenz. Einmal war auch Kaiser Wilhelm I. zu Gast. Daran erinnert eine Gedenktafel an der Außenfassade des restaurierten Bahnhofsgebäudes: „Zur Erinnerung an die allerhöchste Anwesenheit Sr. Majestaet unseres Kaisers WILHELM I in diesem Hause am 10. Juli 1875“. Die Tochter des Kaisers war mit dem badischen Großherzog verheiratet. Das Paar verbrachte seinen Sommer auf der Insel Mainau und der Kaiser besuchte seine Tochter und hielt auf dem Rückweg in Krauchenwies mit dem Zug an.
Nach der Stilllegung wurde das Gebäude in den 1960er Jahren umgebaut und beherbergt heute Praxis, Werkstatt, Galerie, Büroräume und Privatwohnungen. Das einstige Empfangsgebäude dient als Galerie für Bilder, Objekte und Skulpturen zeitgenössischer Kunst, der Wartesaal als Wohnzimmer, der Fahrkartenschalter als Büro und der Hausbahnsteig als Terrasse.
Die Bahnstrecke Radolfzell–Mengen wird zweimal am Tag für Industrietransporte genutzt. Im Sommer 2021 wurde die Strecke als Freizeitbahn unter dem Namen Biberbahn reaktiviert. Im Jahre 2025 wurde der Bahnhof durch eine Bürgerinitiative wieder betriebsbereit gemacht. Im Naturpark Obere Donau wird an Wochenenden ein vertaktetes Angebot im Schienenverkehr gefahren. Triebwagen, welche von der Hohenzollerischen Landesbahn betrieben werden, verkehren hier sonn- und feiertags dreimal täglich, um die Naherholungsgebiete für den Tourismus attraktiver zu machen.
Die Bahnstrecke Krauchenwies–Sigmaringen wurde 1971 abgebaut und renaturiert.

#### Radverkehr
Über Alltagsrouten aus dem Radnetz Baden-Württemberg ist Krauchenwies 
- über den Ortsteil Göggingen mit Meßkirch,
- mit Mengen (über dessen Ortsteil Rulfingen) und
- über den Ortsteil Bittelschieß mit Pfullendorf verbunden.

Allerdings verläuft die Route durch den Ort auf der stark befahrenen Ortsdurchfahrt. Die Strecke nach Pfullendorf verläuft großteils auf wassergebundenen Wegen.

### Ansässige Unternehmen
Neben etwa 250 Beschäftigten in Handel und Dienstleistung sind über 1000 Beschäftigte im produzierenden Gewerbe und Handwerk tätig.
Die nach Beschäftigungszahlen am Standort Krauchenwies größten Betriebe sind:
- Tegometall, Metall verarbeitende Industrie (Regale für Ladeneinrichtungen)
- Kieswerke Lutz, Nord-Moräne, Baur, Valet & Ott mit Kiesabbau in mehreren Kieswerken
- Steidle, Betonverarbeitung (Fertiggaragen) und Lutz (Fertigteile für die Kanalisation sowie für den Straßenbau)
- Optigrün International AG, Dachbegrünung, 2010 mit dem Landespreis für junge Unternehmen ausgezeichnet[68]
- Metzgerei Frick GmbH, Großmetzgerei (Fleischfabrik)
- Der Columbus Verlag (kartografischer Verlag) in Krauchenwies ist einer der größten und ältesten deutschen Hersteller von Globen
- TOX Dübel – Inhaber Diepenbrock (im Ortsteil Ablach)
- VEMA Werkzeug- und Formenbau GmbH und VEMA Technische Kunststoffteile GmbH (im Ortsteil Göggingen)
- Zimmerei Gmeiner – Holzbau/Holzhaus, Dachdeckung, Aufstockung, Kranarbeiten, Fassade und Baumfällung

Ansässig sind auch Betriebe der Branchen Floristik und Gartenbau, Holzverarbeitung, Möbelherstellung, Textilverarbeitung, eine Getreidemühle, Werbeunternehmen, Landmaschinenhandel, Kanalreinigung, eine Lackiererei sowie mehrere Kraftfahrzeughändler und -werkstätten.

### Freizeit
Die durch jahrzehntelangen Kiesabbau entstandene und renaturierte Seenlandschaft wird als Naherholungsgebiet genutzt. Zwei Badeseen mit Restaurantbetrieb sowie ein Vogelschutzsee und ein Surfersee bilden die Seenplatte entlang der Ablach. In anderen Seen wird noch Kies abgebaut. Eine Moto-Cross Strecke befindet sich an der B311 zwischen Krauchenwies und Göggingen. Im Winter ist ein kleiner Skilift in Betrieb. Mehrere Fußballplätze, Skateplätze, Tennisplätze und eine Tennishalle sind vorhanden.

### Bildung
Im Kernort gibt es zwei Kindergärten sowie jeweils einen in den Ortsteilen Ablach, Göggingen und Hausen. Ebenfalls gibt es im Kernort eine Grund- und Werkrealschule. Die Schule wurde nach Sophie Scholl benannt, die 1941 in Krauchenwies den Reichsarbeitsdienst ableistete. Im Ortsteil Göggingen befindet sich eine weitere Grundschule.

### Bevölkerungsstruktur
| Übersichts- und Vergleichsdaten |       |                       |        |
| ------------------------------- | ----- | --------------------- | ------ |
| Markungsfläche 2008 in km²      | 44,66 | in % des Landes Ba-Wü | 0,12 % |
| Bevölkerung 2005                | 5029  | in % des Landes Ba-Wü | 0,05 % |
| Kinder unter 6 Jahren           | 304   | in % der Ges. Bev.    | 6,0 %  |
| Kinder unter 7 Jahren           | 359   |                       | 7,1 %  |
| Kinder/Jugendliche unter 18 J.  | 1068  |                       | 21,2 % |
| 65-Jährige und ältere           | 837   |                       | 16,6 % |
| 75-Jährige und ältere           | 361   |                       | 7,2 %  |
| Frauen                          | 2561  |                       | 50,9 % |
| Ausländer                       | 393   |                       | 7,8 %  |
| darunter unter 18 Jahren        | 84    | in % der Gesamtbev.   | 1,7 %  |
| Lebendgeborene 2005             | 50    |                       | 1,0 %  |
| Geburtenüberschuss/-defizit     | +13   |                       | +0,3 % |
| Zugezogene                      | 256   |                       | 5,1 %  |
| Wanderungsgewinn/-verlust       | −72   |                       | −1,4 % |

Quelle: Statistisches Landesamt Baden-Württemberg, Stuttgart, 2010

### Infrastruktur
Die Gemeinde Krauchenwies tritt über den Eigenbetrieb Gemeindewerke Krauchenwies – Stromversorgung in Krauchenwies und Ablach als Grundversorger für Strom auf. Das heutige Energieversorgungsunternehmen hat seinen Ursprung im Jahr 1922. Zu dieser Zeit bildeten die damaligen Gemeinden Krauchenwies und Ablach einen Zweckverband, der westlich von Krauchenwies an der Ablach eine Stauanlage errichtete und ein Wasserkraftwerk zur Elektrizitätserzeugung in Betrieb nahm. Dieses E-Werk reichte damals für die örtliche Stromversorgung aus. Mit der Gemeindereform endete der Zweckverband. 2004 deckten zwei Turbinen ein Prozent des Energiebedarfs innerhalb der Gemeinde. Inzwischen werden im Stromnetz der Gemeindewerke 22 Millionen Kilowattstunden geliefert. Davon werden 9 Millionen Kilowattstunden in EEG-Anlagen erzeugt. Der EEG-Strom setzt sich aus Biomasse mit 7,5 Millionen Kilowattstunden, Solar mit 1,2 Millionen Kilowattstunden und 0,4 Millionen Kilowattstunden aus Wasserkraft zusammen. Das Betriebsgebäude des Wasserkraftwerks im Unterried 21 nutzt die DLRG-Ortsgruppe Krauchenwies-Meßkirch als Heim für die theoretische Ausbildung und Materialpflege.

## Persönlichkeiten

### Ehrenbürger
- Friedrich von Hohenzollern (1891–1965), von 1927 bis 1965 Oberhaupt des Hauses Hohenzollern-Sigmaringen
- Heinz Schöllhammer, Bürgermeister a. D.

### Söhne und Töchter der Gemeinde
- Johann Baptist Wehrle (* 27. Mai 1791 im Ortsteil Göggingen; † 1857 in den USA), Maurermeister und Architekt, später Stadtbaumeister von Konstanz. 1831/1832 führte er den Bau von Schloss Bodman in Bodman aus. 1849 wanderte er in die USA aus.
- Karl Anton Joachim Zephyrin Friedrich Meinrad Fürst von Hohenzollern-Sigmaringen (* 7. September 1811 in Krauchenwies; † 2. Juni 1885 in Sigmaringen), preußischer Ministerpräsident von 1858 bis 1862
- Leopold Stefan Karel Anton Gustaf Eduard Tassilo von Hohenzollern-Sigmaringen (* 22. September 1835 in Krauchenwies; † 8. Juni 1905 in Berlin), verzichtete auf die ihm angebotene spanische Krone, trotzdem kam es, insbesondere durch die in Deutschland nicht akzeptierte Forderung der französischen Regierung, Deutschland solle auf immer auf eine Thronkandidatur in Spanien verzichten, zum Deutsch-Französischen Krieg 1870/71.
- Stephanie von Hohenzollern (* 1837 auf Schloss Krauchenwies; † 1859 in Lissabon), Prinzessin von Hohenzollern-Sigmaringen und Königin von Portugal
- Lorenz Vogel (* 10. August 1846 im Ortsteil Göggingen; † 8. November 1902 in München), Kunstmaler
- Karl Schoy (* 7. April 1877 im Ortsteil Bittelschieß; † 6. Dezember 1925 in Frankfurt am Main), ein bekannter Quellenforscher auf dem Gebiet der arabischen Astronomie und Mathematik[71]
- Wunibald Lutz (* 18. Dezember 1877 in Krauchenwies; † 24. März 1949 ebenda), hessischer Landtagsabgeordneter
- Conrad Keller (* 3. Mai 1879 in Krauchenwies; † 16. April 1948), Bildhauer
- Clemens Moser (* 1. September 1885 in Hausen am Andelsbach; † 4. November 1956 in Sigmaringen), Regierungspräsident in Sigmaringen
- Gustav Kempf (* 8. Januar 1890 im Ortsteil Göggingen; † 25. Mai 1972 ebenda), katholischer Geistlicher
- Anton Böhe (* 23. Januar 1914 in Krauchenwies; † 5. Dezember 1998 in Ettlingen), Pfarrer und Geistlicher Rat (1952–1985), Ehrenbürger von Malsch
- Lorenz Menz (* 3. August 1935 im Ortsteil Hausen am Andelsbach), Jurist und Politiker (CDU), 1988–2000 Staatssekretär der Landesregierung Baden-Württembergs

### Persönlichkeiten, die vor Ort gewirkt haben
- Jan Oerding (* 30. Dezember 1948 in Kleve) ist Generalleutnant a. D. des Heeres der Bundeswehr
- Sophie Scholl (* 9. Mai 1921 in Forchtenberg; † 22. Februar 1943 in München-Stadelheim), leistete vom 6. April 1941 bis September 1941 ihren Reichsarbeitsdienst (RAD) in Krauchenwies ab
- Josef Alexander Henselmann (* 27. Mai 1963 in München), restaurierte von 2013 bis 2018 den historischen hohenzollerisch-fürstlichen Marstall (volkstümlich: Reitstall) in Krauchenwies als Bildhaueratelier